# Ченгенедере
Ченгенедере е река в Южна България, област Хасково, община Свиленград, ляв приток на река Марица. Дължината ѝ е 20 km. Отводнява част от югозападните склонове на Сакар планина.
Река Ченгенедере извира под името Бахчадере от югозападните склонове на Сакар на 354 m н.в., на 1,4 km североизточно от село Мустрак, община Свиленград. Тече в южна посока в тясна долина. В миналото се е вливала отляво в река Марица на 44 m н.в., на 1,5 km югоизточно от село Генералово, община Свиленград, но сега на 1 km преди бившето ѝ устие водите ѝ се насочват на изток в напоителен канал и се губят в обработваемите земи югозападно и южно от село Капитан Андреево.
Площта на водосборния басейн на реката е 38 km2, което представлява 0,07% от водосборния басейн на Марица, а границите на басейна ѝ са следните:
- на запад – водосборния басейн на Левченска река, ляв приток на Марица;
- на изток – водосборния басейн на река Каламица, ляв приток на Марица.

Основен приток – Джидере (ляв).
Реката е с основно дъждовно подхранване, като максимумът е в периода декември – март, а минимумът юли – октомври. През лятно-есенните месеци пресъхва.
Част от водите на реката, главно в долното течение, се използват за напояване, като във водосборния ѝ басейн са изградени няколко микроязовира.

## Топографска карта
- Лист от карта K-35-77. Мащаб: 1 : 100 000.